# Discografia di David Guetta
La seguente è la discografia di David Guetta, DJ francese, che si compone di sette album in studio, sette raccolte e oltre ottanta singoli. Ha debuttato nel mercato musicale con l'album Just a Little More Love.

## Album

### Album in studio
| Anno                                                                          | Titolo | Classifiche | Classifiche | Classifiche | Classifiche | Classifiche | Classifiche | Classifiche | Classifiche | Classifiche | Classifiche | Certificazioni |
| Anno                                                                          | Titolo | FRA         | AUS         | AUT         | BEL (Wal)   | GER         | NLD         | ITA         | SWI         | UK          | USA         | Certificazioni |
| ----------------------------------------------------------------------------- | --- | ----------- | ----------- | ----------- | ----------- | ----------- | ----------- | ----------- | ----------- | ----------- | ----------- | --- |
| 2002                                                                          | Just a Little More Love - Pubblicato: 10 giugno 2002 - Etichetta: Virgin - Formato: CD, LP, download digitale        | 6           | —           | —           | 43          | —           | —           | —           | 17          | —           | —           | - FRA: Oro (2) |
| 2004                                                                          | Guetta Blaster - Pubblicato: 13 settembre 2004 - Etichetta: Virgin - Formato: CD, LP, download digitale              | 11          | —           | —           | 29          | —           | —           | —           | 45          | —           | —           | - FRA: Oro |
| 2007                                                                          | Pop Life - Pubblicato: 18 giugno 2007 - Etichetta: Virgin - Formato: CD, LP, download digitale                       | 2           | —           | 31          | 4           | —           | —           | 28          | 8           | 44          | —           | - FRA: Platino - SWI: Platino |
| 2009                                                                          | One Love - Pubblicato: 21 agosto 2009 - Etichetta: Virgin - Formato: LP, CD, download digitale                       | 1           | 4           | 3           | 1           | 2           | 4           | 5           | 2           | 2           | 70          | - AUS: Platino (2) - AUT: Platino (2) - BEL: Platino (2) - CAN: Platino (2) - FRA: Diamante - GER: Oro (5) - ITA: Platino - SWI: Platino - UK: Platino                                 |
| 2011                                                                          | Nothing but the Beat - Pubblicato: 26 agosto 2011 - Etichetta: Virgin - Formato: CD, LP, download digitale           | 1           | 3           | 1           | 1           | 1           | 3           | 4           | 1           | 2           | 5           | - AUS: 2x Platino - AUT: 2x Platino - BEL: Platino - CAN: Platino (2) - FRA: Diamante - GER: Platino (3) - ITA: Platino (2) - NLD: Platino - SWI: Platino - UK: Platino (3) - USA: Oro |
| 2014                                                                          | Listen - Pubblicato: 21 novembre 2014 - Etichetta: Parlophone - Formato: CD, LP, download digitale                   | 3           | 11          | 3           | 6           | 3           | 11          | 8           | 2           | 8           | 4           | - AUS: Oro - AUT: Oro - CAN: Platino - FRA: Platino (2) - GER: Oro - ITA: Oro - NLD: Oro - SWE: Platino (2) - UK: Platino - USA: Oro                                                   |
| 2018                                                                          | 7 - Pubblicato: 14 settembre 2018 - Etichetta: What a Music, Parlophone, Warner - Formato: CD, LP, download digitale | —           | —           | —           | —           | —           | —           | —           | —           | 9           | —           | - CAN: Oro - FRA: Platino - ITA: Oro - NOR: Platino - PL: Oro - UK: Oro - USA: Oro |
| "—" indica una pubblicazione non classificata o non pubblicata in quel Paese. | |             |             |             |             |             |             |             |             |             |             | |

### Raccolte
| Anno                                                                          | Titolo                              | Classifiche | Classifiche | Classifiche | Classifiche |
| Anno                                                                          | Titolo                              | FRA         | AUT         | BEL         | SWI         |
| ----------------------------------------------------------------------------- | ----------------------------------- | ----------- | ----------- | ----------- | ----------- |
| 2003                                                                          | F*** Me I'm Famous (2003)           | —           | —           | 39          | 82          |
| 2006                                                                          | F*** Me I'm Famous – Ibiza Mix 06   | —           | —           | 62          | —           |
| 2008                                                                          | F*** Me I'm Famous – Ibiza Mix 08   | 8           | —           | —           | —           |
| 2008                                                                          | F*** Me I'm Famous Vol. 2 (2008)    | —           | —           | —           | 6           |
| 2009                                                                          | F*** Me I'm Famous – Ibiza Mix 2009 | —           | —           | —           | 9           |
| 2010                                                                          | F*** Me I'm Famous – Ibiza Mix 2010 | —           | 19          | —           | 6           |
| 2011                                                                          | F*** Me I'm Famous – Ibiza Mix 2011 | 3           | 17          | —           | 2           |
| 2023                                                                          | New Year's Eve Party                | —           | —           | —           | —           |
| "—" indica una pubblicazione non classificata o non pubblicata in quel Paese. |                                     |             |             |             |             |

## Singoli

### Come artista principale
| Anno                                                  | Titolo | Classifiche | Classifiche | Classifiche | Classifiche | Classifiche | Classifiche | Classifiche | Classifiche | Classifiche | Classifiche | Certificazioni | Album di provenienza                                  |
| Anno                                                  | Titolo | FRA         | AUS         | AUT         | BEL (Vl)    | GER         | NLD         | ITA         | SWI         | UK          | USA         | Certificazioni | Album di provenienza                                  |
| ----------------------------------------------------- | --- | ----------- | ----------- | ----------- | ----------- | ----------- | ----------- | ----------- | ----------- | ----------- | ----------- | --- | ----------------------------------------------------- |
| 2001                                                  | Just a Little More Love (feat. Chris Willis)                                                                                             | 29          | —           | —           | —           | —           | 38          | —           | 59          | 19          | —           | | Just a Little More Love                               |
| 2002                                                  | Love Don't Let Me Go (feat. Chris Willis)                                                                                                | 4           | —           | —           | 7           | —           | 19          | —           | 13          | 46          | —           | - FRA: Oro | Just a Little More Love                               |
| 2002                                                  | People Come People Go (feat. Chris Willis)                                                                                               | 42          | —           | —           | —           | —           | —           | —           | 54          | —           | —           | | Just a Little More Love                               |
| 2002                                                  | Give Me Something (feat. Barbara Tucker)                                                                                                 | —           | —           | —           | —           | —           | —           | —           | —           | —           | —           | | Just a Little More Love                               |
| 2003                                                  | Just for One Day (Heroes) (David Guetta vs. Bowie)                                                                                       | 54          | —           | —           | —           | —           | —           | —           | —           | 73          | —           | | Fuck Me I'm Famous 2003                               |
| 2004                                                  | Money (feat. Chris Willis e Mone) | 63          | —           | —           | —           | —           | —           | —           | 52          | —           | —           | | Guetta Blaster                                        |
| 2004                                                  | Stay (feat. Chris Willis) | 18          | —           | —           | 19          | —           | —           | —           | 82          | 78          | —           | - UK: Argento | Guetta Blaster                                        |
| 2004                                                  | The World Is Mine (feat. JD Davis) | 16          | —           | —           | 15          | —           | 27          | —           | 40          | 49          | —           | | Guetta Blaster                                        |
| 2005                                                  | In Love with Myself (feat. JD Davis) | —           | —           | —           | —           | —           | —           | —           | 46          | —           | —           | | Guetta Blaster                                        |
| 2006                                                  | Love Don't Let Me Go (Walking Away) (David Guetta vs. The Egg)                                                                           | 11          | 32          | 74          | 13          | 50          | —           | 9           | 19          | 3           | —           | | Fuck Me I'm Famous – Ibiza Mix 06                     |
| 2007                                                  | Love Is Gone (feat. Chris Willis) | 3           | —           | 15          | 9           | 36          | 14          | —           | 11          | 9           | 98          | - FRA: Argento - UK: Argento - SWI: Oro | Pop Life                                              |
| 2007                                                  | Baby When the Light (feat. Cozi) | 6           | —           | 62          | 5           | 59          | 15          | 22          | 25          | 50          | —           | - FRA: Argento | Pop Life                                              |
| 2008                                                  | Delirious (feat. Tara McDonald) | 16          | —           | 27          | 2           | 59          | 12          | —           | 16          | —           | —           | | Pop Life                                              |
| 2008                                                  | Tomorrow Can Wait (con Chris Willis, vs. Tocadisco)                                                                                      | 7           | —           | 47          | 19          | 56          | 21          | —           | 43          | 84          | —           | | Pop Life                                              |
| 2009                                                  | Everytime We Touch (con Chris Willis, Steve Angello e Sebastian Ingrosso)                                                                | —           | —           | —           | —           | —           | 19          | —           | 97          | 68          | —           | | Pop Life                                              |
| 2009                                                  | When Love Takes Over (feat. Kelly Rowland)                                                                                               | 2           | 6           | 3           | 1           | 2           | 2           | 1           | 1           | 1           | 76          | - AUS: Platino (2) - AUT: Platino (2) - BEL: Oro - CAN: Oro - FRA: Oro - GER: Platino - ITA: Platino - SWI: Platino - UK: Platino (2)                            | One Love                                              |
| 2009                                                  | Sexy Bitch (feat. Akon) | 2           | 1           | 1           | 1           | 1           | 3           | 8           | 2           | 1           | 5           | - FRA: Platino - AUS: Platino (5) - AUT: Platino - BEL: Platino - CAN: Oro - GER: Platino - ITA: Platino - SWI: Platino (4) - UK: Platino (2) - USA: Platino (2) | One Love                                              |
| 2009                                                  | GRRRR | —           | —           | —           | 4           | —           | —           | —           | —           | 88          | —           | | Fuck Me I'm Famous – Ibiza Mix 2009                   |
| 2009                                                  | One Love (feat. Estelle) | —           | 36          | 20          | —           | 18          | 19          | —           | 48          | 46          | —           | | One Love                                              |
| 2010                                                  | Memories (feat. Kid Cudi) | 5           | 3           | 2           | 1           | 6           | 4           | —           | 7           | 15          | 46          | - AUS: Platino (2) - AUT: Platino (2) - BEL: Oro - FRA: Oro - GER: Oro - ITA: Platino (2) - UK: Platino - USA: Platino                                           | One Love                                              |
| 2010                                                  | Gettin' Over You (con Chris Willis feat. Fergie e LMFAO)                                                                                 | 1           | 5           | 4           | 12          | 15          | 21          | 3           | 11          | 1           | 31          | - AUS: Platino (2) - GER: Oro - ITA: Platino - UK: Oro | One More Love                                         |
| 2010                                                  | Louder than Words (con Afrojack e Niles Mason)                                                                                           | —           | —           | 35          | —           | 39          | —           | —           | —           | —           | —           | | One More Love                                         |
| 2010                                                  | Who's That Chick? (feat. Rihanna) | 5           | 7           | 4           | 1           | 6           | 6           | 6           | 8           | 6           | 51          | - AUS: Platino (2) - AUT: Oro - BEL: Oro - GER: Oro - ITA: Oro - UK: Platino                                                                                     | One More Love                                         |
| 2011                                                  | Sweat (Snoop Dogg vs. David Guetta) | 1           | 1           | 1           | 3           | 2           | 5           | 15          | 2           | 4           | —           | - AUS: Platino (2) - AUT: Platino - BEL: Oro - GER: Platino - ITA: Platino - UK: Oro                                                                             | Nothing but the Beat                                  |
| 2011                                                  | Where Them Girls At (feat. Flo Rida e Nicki Minaj)                                                                                       | 4           | 6           | 3           | 2           | 5           | 28          | 3           | 3           | 3           | 14          | - AUS: Platino (2) - AUT: Oro - BEL: Oro - GER: Oro - ITA: Platino - SWI: Oro - UK: Platino - USA: Platino                                                       | Nothing but the Beat                                  |
| 2011                                                  | Little Bad Girl (feat. Taio Cruz e Ludacris)                                                                                             | 3           | 15          | 5           | 5           | 5           | 29          | 17          | 7           | 4           | 70          | - AUS: Platino - AUT: Oro - SWI: Oro - UK: Oro | Nothing but the Beat                                  |
| 2011                                                  | Without You (feat. Usher) | 6           | 6           | 5           | 5           | 7           | 6           | 2           | 3           | 6           | 4           | - AUS: Platino (2) - AUT: Oro - BEL: Oro - ITA: Platino (2) - UK: Platino - USA: Platino (2)                                                                     | Nothing but the Beat                                  |
| 2011                                                  | Titanium (feat. Sia) | 3           | 5           | 3           | 4           | 5           | 2           | 3           | 10          | 1           | 66          | - AUS: Platino (3) - AUT: Oro - ITA: Platino (4) - UK: Platino (4) - USA: Platino (5)                                                                            | Nothing but the Beat                                  |
| 2011                                                  | Turn Me On (feat. Nicki Minaj) | 54          | 3           | 16          | —           | 35          | 31          | —           | —           | 20          | 4           | - AUS: Platino - CAN: Platino (3) - ITA: Oro - UK: Platino - USA: Platino (2)                                                                                    | Nothing but the Beat                                  |
| 2012                                                  | I Can Only Imagine (feat. Chris Brown e Lil Wayne)                                                                                       | 99          | —           | —           | —           | 72          | —           | —           | —           | 158         | 44          | | Nothing but the Beat                                  |
| 2012                                                  | She Wolf (Falling to Pieces) (feat. Sia)                                                                                                 | 7           | 11          | 3           | 29          | 4           | 6           | 6           | 4           | —           | —           | - AUS: Oro - ITA: Platino - UK: Oro | Nothing but the Beat                                  |
| 2012                                                  | Just One Last Time (feat. Taped Rai) | 16          | —           | 31          | 27          | 45          | 35          | —           | 44          | 20          | —           | - ITA: Oro | Nothing but the Beat                                  |
| 2013                                                  | Play Hard (feat. Ne-Yo e Akon) | 32          | 16          | 10          | 2           | 25          | —           | 5           | 8           | 30          | 22          | - AUS: Platino - ITA: Platino (3) - UK: Platino | Nothing but the Beat                                  |
| 2014                                                  | Ain't a Party (con GLOWINTHEDARK feat. Harrison)                                                                                         | 45          | 76          | 30          | —           | 46          | —           | —           | 57          | —           | —           | | Fuck Me I'm Famous – Ibiza Mix 2013                   |
| 2014                                                  | Shot Me Down (feat. Skylar Grey) | 6           | 3           | 9           | 3           | 13          | 17          | 17          | 6           | 4           | —           | - AUS: Platino (2) - CAN: Oro - GER: Oro - ITA: Oro - SWE: Platino (2) - UK: Argento                                                                             | Listen                                                |
| 2014                                                  | Bad (con Showtek feat. Vassy) | 6           | 5           | 15          | 6           | 19          | 13          | —           | 28          | 22          | 113         | - AUS: Platino (2) - CAN: Oro - ITA: Platino - SWE: Platino (5) - UK: Oro - USA: Platino                                                                         | Listen                                                |
| 2014                                                  | Blast Off (con Kaz James) | 33          | —           | —           | —           | —           | —           | —           | —           | —           | —           | | Listen                                                |
| 2014                                                  | Lovers on the Sun (feat. Sam Martin) | 6           | 2           | 1           | 5           | 1           | 13          | 4           | —           | 1           | 121         | - ITA: Platino (2) - UK: Platino | Listen                                                |
| 2014                                                  | Dangerous (feat. Sam Martin) | 1           | 7           | 1           | 1           | 1           | 2           | 4           | 1           | 5           | 56          | - CAN: Platino - ITA: Platino (3) - UK: Platino - USA: Platino                                                                                                   | Listen                                                |
| 2015                                                  | What I Did For Love (feat. Emeli Sandé)                                                                                                  | 30          | 20          | 10          | 35          | 16          | 34          | 37          | 37          | 6           | —           | - ITA: Oro - UK: Platino | Listen                                                |
| 2015                                                  | Hey Mama (feat. Nicki Minaj, Bebe Rexha e Afrojack)                                                                                      | 6           | 5           | 5           | 9           | 9           | 12          | 13          | 10          | 9           | 8           | - CAN: Platino (3) - ITA: Platino (3) - UK: Platino - USA: Platino (4)                                                                                           | Listen                                                |
| 2015                                                  | Sun Goes Down (con Showtek, Magic! e Sonny Wilson)                                                                                       | 37          | —           | —           | —           | 67          | —           | —           | —           | —           | —           | | Listen                                                |
| 2015                                                  | Clap Your Hands (con GLOWINTHEDARK) | 166         | —           | —           | —           | —           | —           | —           | —           | —           | —           | | Listen Again                                          |
| 2015                                                  | Bang My Head (feat. Sia e Fetty Wap) | 3           | 21          | 16          | 2           | 24          | 26          | 22          | 18          | 18          | 76          | - ITA: Platino (2) - UK: Platino - USA: Oro | Listen Again                                          |
| 2016                                                  | No Worries (con i Disciples) | —           | 90          | —           | —           | —           | —           | —           | —           | —           | —           | | /                                                     |
| 2016                                                  | This One's for You (con Zara Larsson) | —           | —           | —           | —           | —           | —           | —           | —           | —           | —           | - ITA: Platino (3) - UK: - USA: Oro | /                                                     |
| 2016                                                  | All the Way Up (con Fat Joe, Remy Ma e GLOWINTHEDARK feat. French Montana e Infared)                                                     | —           | —           | —           | —           | —           | —           | —           | —           | —           | —           | | /                                                     |
| 2016                                                  | Would I Lie to You (con Cedric Gervais e Chris Willis)                                                                                   | —           | —           | —           | —           | —           | —           | —           | —           | —           | —           | - ITA: Platino - POL: Platino | Would I Lie to You                                    |
| 2016                                                  | Shed a Light (con Robin Schulz e Cheat Codes)                                                                                            | —           | —           | —           | —           | —           | —           | —           | —           | —           | —           | - ITA: Platino (2) | /                                                     |
| 2017                                                  | Light My Body Up (feat. Nicki Minaj e Lil Wayne)                                                                                         | —           | —           | —           | —           | —           | —           | —           | —           | —           | 106         | | /                                                     |
| 2017                                                  | Another Life (con Afrojack feat. Ester Dean)                                                                                             | —           | —           | —           | —           | —           | —           | —           | —           | —           | —           | | /                                                     |
| 2017                                                  | 2U (feat. Justin Bieber) | 3           | 2           | 2           | 8           | 3           | 5           | 9           | 2           | 5           | 16          | - AUS: Platino (3) - BEL: Platino - CAN: Platino (2) - FRA: Diamante - GER: Platino - ITA: Platino (2) - SPA: Platino - UK: Platino - USA: Platino               | 7                                                     |
| 2017                                                  | Versace on the Floor (Bruno Mars vs. David Guetta)                                                                                       | —           | —           | —           | —           | —           | —           | —           | —           | —           | —           | | /                                                     |
| 2017                                                  | Complicated (con Dimitri Vegas & Like Mike feat. Kiiara)                                                                                 | —           | —           | 51          | 6           | 77          | 53          | —           | 37          | —           | —           | - BEL: Platino - GER: Oro | /                                                     |
| 2017                                                  | Dirty Sexy Money (con Afrojack feat. Charli XCX e French Montana)                                                                        | 22          | 18          | 46          | 41          | 46          | 60          | —           | 52          | 35          | —           | - AUS: Platino - FRA: Oro - UK: Argento | 7                                                     |
| 2017                                                  | So Far Away (con Martin Garrix feat. Jamie Scott e Romy Dya)                                                                             | 83          | 58          | 12          | 28          | 8           | 14          | 96          | 14          | 81          | —           | - AUS: Oro - AUT: Oro - BEL: Oro - CAN: Oro - FRA: Oro - GER: Platino - ITA: Oro                                                                                 | /                                                     |
| 2018                                                  | Mad Love (con Sean Paul feat. Becky G)                                                                                                   | 43          | —           | 33          | 30          | 10          | 23          | 63          | 36          | 22          | —           | - BRA: Platino (2) - CAN: Platino - FRA: Platino - GER: Oro - ITA: Platino - SPA: Platino - UK: Oro                                                              | Mad Love: The Prequel                                 |
| 2018                                                  | Like I Do (con Martin Garrix e Brooks)                                                                                                   | 31          | 73          | 20          | 42          | 23          | 21          | 75          | 22          | 29          | —           | - AUS: Oro - CAN: Platino - GER: Oro - ITA: Platino - NOR: Platino - POL: Platino - USA: Oro                                                                     | 7                                                     |
| 2018                                                  | Flames (con Sia) | 10          | 19          | 7           | 3           | 7           | 4           | 11          | 2           | 7           | —           | - AUS: Platino - CAN: Platino - FRA: Diamante - ITA: Platino (2) - NOR: Platino - POL: Platino - POR: Platino - UK: Oro                                          | 7                                                     |
| 2018                                                  | Your Love (con Showtek) | —           | —           | —           | —           | —           | —           | —           | —           | —           | —           | | 7                                                     |
| 2018                                                  | Don't Leave Me Alone (feat. Anne-Marie)                                                                                                  | 45          | 43          | 26          | 12          | 32          | 39          | 67          | 43          | 18          | 121         | - AUS: Platino - BEL: Oro - CAN: Platino - FRA: Oro - ITA: Oro - UK: Oro - USA: Oro                                                                              | 7                                                     |
| 2018                                                  | Goodbye (con Jason Derulo feat. Nicki Minaj e Willy William)                                                                             | 30          | 33          | 57          | 15          | 47          | 16          | 92          | 50          | 26          | 107         | - AUS: Platino - AUT: Oro - CAN: Platino - FRA: Oro - ITA: Oro - SPA: Oro - UK: Oro - USA: Oro                                                                   | 7                                                     |
| 2018                                                  | Drive (con Black Coffee feat. Delilah Montagu)                                                                                           | —           | —           | —           | —           | —           | —           | —           | —           | —           | —           | - FRA: Oro | 7                                                     |
| 2018                                                  | Ice Cold (con Netsky) | —           | —           | —           | —           | —           | —           | —           | —           | —           | —           | | /                                                     |
| 2018                                                  | Say My Name (con Bebe Rexha e J Balvin)                                                                                                  | 12          | 50          | 70          | 10          | 30          | 10          | 65          | 14          | 91          | 103         | - AUT: Oro - BEL: Oro - CAN: Platino - FRA: Diamante - GER: Oro - ITA: Platino - MEX: Oro - POL: Platino - POR: Oro - SPA: Platino - UK: Argento - USA: Platino  | 7                                                     |
| 2019                                                  | Better When You're Gone (con Brooks e Loote)                                                                                             | 150         | —           | 70          | —           | 59          | —           | —           | 51          | —           | —           | | /                                                     |
| 2019                                                  | Ring the Alarm (con Nicky Romero) | —           | —           | —           | —           | —           | —           | —           | —           | —           | —           | | /                                                     |
| 2019                                                  | This Ain't Techno (con Tom Staar) | —           | —           | —           | —           | —           | —           | —           | —           | —           | —           | | /                                                     |
| 2019                                                  | Stay (Don't Go Away) (con Raye) | 155         | —           | —           | 15          | —           | —           | —           | 41          | —           | —           | - FRA: Oro - UK: Argento | /                                                     |
| 2019                                                  | Never Be Alone (con Morten feat. Aloe Blacc)                                                                                             | —           | —           | —           | —           | —           | —           | —           | 69          | —           | —           | | /                                                     |
| 2019                                                  | Thing for You (con Martin Solveig) | —           | —           | —           | —           | —           | —           | —           | —           | 89          | —           | | /                                                     |
| 2019                                                  | Jump (con GLOWINTHEDARK) | —           | —           | —           | —           | —           | —           | —           | —           | —           | —           | | /                                                     |
| 2019                                                  | Instagram (con Dimitri Vegas & Like Mike e Daddy Yankee feat. Afro Bros e Natti Natasha)                                                 | 105         | —           | 42          | 24          | 29          | 6           | —           | 53          | —           | —           | - BEL: Platino (2) - FRA: Oro - GER: Oro - ITA: Oro - SPA: Platino                                                                                               | /                                                     |
| 2019                                                  | Make It to Heaven (con Morten e con Raye)                                                                                                | —           | —           | —           | —           | —           | —           | —           | —           | —           | —           | | /                                                     |
| 2020                                                  | Detroit 3 AM (con Morten) | —           | —           | —           | —           | —           | —           | —           | —           | —           | —           | | /                                                     |
| 2020                                                  | Pa' la cultura (con HUMAN(X) feat. Sofía Reyes, Abraham Mateo, De La Ghetto, Manuel Turizo, Zion & Lennox, Lalo Ebratt, Thalía & Maejor) | —           | —           | —           | —           | —           | —           | —           | —           | —           | —           | | /                                                     |
| 2020                                                  | Kill Me Show (con Morten) | —           | —           | —           | —           | —           | —           | —           | —           | —           | —           | | New Rave                                              |
| 2020                                                  | Let's Love (con Sia) | 47          | —           | 56          | 2           | 30          | 39          | 63          | 47          | 53          | —           | - BEL: Oro - FRA: Oro - ITA: Platino | /                                                     |
| 2020                                                  | Save My Life (con Morten) | —           | —           | —           | —           | —           | —           | —           | —           | —           | —           | | /                                                     |
| 2020                                                  | Dreams (con Morten feat. Lanie Gardner)                                                                                                  | —           | —           | —           | —           | —           | —           | —           | —           | —           | —           | | /                                                     |
| 2021                                                  | Floating Through Space (con Sia) | 50          | —           | 53          | 21          | 56          | 88          | —           | 32          | —           | —           | - AUT: Oro - FRA: Platino | Music - Songs from and Inspired by the Motion Picture |
| 2021                                                  | Big (con Imanbek feat. Rita Ora) | —           | —           | —           | —           | 95          | —           | —           | 68          | 53          | —           | | Bang                                                  |
| 2021                                                  | Bed (con Joel Corry feat. Raye) | 137         | 20          | 48          | 26          | 34          | 7           | 35          | 4           | 3           | —           | - AUS: Platino (2) - AUT: Oro - CAN: Platino - FRA: Oro - GER: Oro - ITA: Platino - SPA: Oro - UK: Platino (2)                                                   | Four for the Floor                                    |
| 2021                                                  | Hero (con Afrojack) | 192         | —           | —           | —           | —           | 14          | —           | —           | —           | —           | | /                                                     |
| 2021                                                  | Get Together | —           | —           | —           | —           | —           | —           | —           | —           | —           | —           | | /                                                     |
| 2021                                                  | Heartbreak Anthem (con Galantis e con Little Mix)                                                                                        | —           | 46          | 53          | —           | 57          | 13          | —           | 51          | 3           | —           | - AUT: Oro - CAN: Platino - ITA: Oro - SPA: Oro - UK: Platino (2) - USA: Oro                                                                                     | /                                                     |
| 2021                                                  | Shine Your Light (con Master KG feat. Akon)                                                                                              | —           | —           | —           | 35          | —           | —           | —           | —           | —           | —           | | /                                                     |
| 2021                                                  | Impossible (con Morten feat. John Martin)                                                                                                | —           | —           | —           | —           | —           | —           | —           | —           | —           | —           | | /                                                     |
| 2021                                                  | Remember (feat. Becky Hill) | —           | 34          | —           | —           | —           | 3           | —           | 96          | 3           | —           | - AUS: Platino - BRA: Platino - FRA: Oro - ITA: Oro - SPA: Oro - UK: Platino (3) - USA: Oro                                                                      | Only Honest on the Weekend                            |
| 2021                                                  | If You Really Love Me (How Will I Know) (con MistaJam feat. John Newman)                                                                 | —           | —           | 39          | —           | 40          | —           | —           | 66          | 27          | —           | - AUT: Oro - UK: Oro | /                                                     |
| 2021                                                  | Family (feat. Bebe Rexha, Sofía Reyes, Annalisa, Ty Dolla Sign e A Boogie wit da Hoodie)                                                 | —           | —           | —           | —           | —           | —           | —           | 78          | —           | —           | | /                                                     |
| 2021                                                  | Alive Again (con Morten) | —           | —           | —           | —           | —           | —           | —           | —           | —           | —           | | /                                                     |
| 2022                                                  | Permanence (con Morten) | —           | —           | —           | —           | —           | —           | —           | —           | —           | —           | | /                                                     |
| 2022                                                  | Redrum (con Sorana) | 44          | —           | —           | —           | 80          | 75          | —           | 56          | 15          | —           | - FRA: Oro - UK: Oro | /                                                     |
| 2022                                                  | Silver Screen (Shower Scene) (con Felix da Housecat e Miss Kittin)                                                                       | —           | —           | —           | —           | —           | —           | —           | —           | —           | —           | | /                                                     |
| 2022                                                  | Trampoline (con Afrojack feat. Missy Elliott, Bia e Doechii)                                                                             | —           | —           | —           | —           | —           | —           | —           | —           | —           | —           | | /                                                     |
| 2022                                                  | What Would You Do? (con Joel Corry e Bryson Tiller)                                                                                      | —           | —           | —           | —           | —           | 13          | —           | —           | 21          | —           | - UK: Argento | /                                                     |
| 2022                                                  | Crazy What Love Can Do (con Becky Hill e Ella Henderson)                                                                                 | 47          | —           | 64          | 13          | 26          | 6           | 72          | 29          | 5           | —           | - AUS: Platino - AUT: Oro - FRA: Platino - GER: Oro - ITA: Platino - SPA: Oro - UK: Platino (2)                                                                  | /                                                     |
| 2022                                                  | On Repeat (con Robin Schulz) | —           | —           | —           | —           | —           | —           | —           | —           | —           | —           | | /                                                     |
| 2022                                                  | Don't You Worry (con i Black Eyed Peas e Shakira)                                                                                        | 14          | —           | 12          | 5           | 43          | 25          | 15          | 51          | 69          | 122         | - AUT: Platino - CAN: Oro - FRA: Diamante - ITA: Platino (2) - SPA: Platino - SWI: Oro                                                                           | Elevation                                             |
| 2022                                                  | The Drop (con Dimitri Vegas e Azteck feat. Nicole Scherzinger)                                                                           | —           | —           | —           | —           | —           | —           | —           | —           | —           | —           | | /                                                     |
| 2022                                                  | Family Affair (Dance for Me) | —           | —           | —           | —           | —           | —           | —           | —           | —           | —           | | /                                                     |
| 2022                                                  | Take Me Back (feat. Lewis Thompson) | —           | —           | —           | —           | —           | —           | —           | —           | —           | —           | | /                                                     |
| 2022                                                  | I'm Good (Blue) (feat. Bebe Rexha) | 4           | 1           | 1           | 1           | 1           | 1           | 7           | 2           | 1           | 4           | - AUT: Platino - CAN: Platino (4) - FRA: Oro - GER: Oro - ITA: Platino (2) - UK: Platino (2) - USA: Platino                                                      | /                                                     |
| 2022                                                  | Living Without You (con Sigala feat. Sam Ryder)                                                                                          | —           | —           | —           | —           | —           | —           | —           | —           | 58          | —           | | There's Nothing but Space, Man! Every Cloud           |
| 2022                                                  | You Can't Change Me (con Morten feat. Raye)                                                                                              | —           | —           | —           | —           | —           | —           | —           | —           | —           | —           | | Episode 2                                             |
| 2022                                                  | Damn (You've Got Me Saying) (con Galantis and MNEK)                                                                                      | —           | —           | —           | —           | —           | —           | —           | —           | —           | —           | | /                                                     |
| 2022                                                  | Vibra (con Anuel AA) | —           | —           | —           | —           | —           | —           | —           | —           | —           | —           | | /                                                     |
| 2023                                                  | Saturday/Sunday (con Jason Derulo) | —           | —           | —           | —           | —           | —           | —           | —           | —           | —           | | /                                                     |
| 2023                                                  | The Freaks (con Marten Hørger) | —           | —           | —           | —           | —           | —           | —           | —           | —           | —           | | /                                                     |
| 2023                                                  | Here We Go Again (con Oliver Tree) | —           | —           | —           | —           | —           | —           | —           | —           | —           | —           | | /                                                     |
| 2023                                                  | One in a Million (con Bebe Rexha) | —           | —           | —           | 27          | —           | 28          | —           | —           | 79          | —           | | /                                                     |
| 2023                                                  | When We Were Young (The Logical Song) (con Kim Petras)                                                                                   | 45          | —           | 62          | 8           | 29          | 11          | —           | 32          | 51          | —           | - FRA: Platino - SPA: Oro - UK: Argento | /                                                     |
| 2024                                                  | I Don't Wanna Wait (con One Republic) | 13          | 57          | 8           | 4           | 10          | 12          | 70          | 7           | 19          | 96          | - AUS: Platino - AUT: Platino - CAN: Platino - FRA: Platino - GER: Oro - ITA: Oro - SPA: Platino - UK: Platino                                                   | /                                                     |
| 2024                                                  | Forever Young (con Alphaville) | 37          | —           | 36          | 12          | 10          | 29          | —           | 34          | 72          | 90          | | /                                                     |
| 2024                                                  | Supernova Love (con Ive) | —           | —           | —           | —           | —           | —           | —           | —           | 78          | —           | | /                                                     |
| 2025                                                  | Beautiful People (con Sia) | 85          | —           | —           | 31          | 67          | 40          | —           | 40          | 68          | —           | | /                                                     |
| "—" indica che il singolo non è entrato in classifica | |             |             |             |             |             |             |             |             |             |             | | /                                                     |

### Come artista ospite
| Anno                                                  | Titolo                                              | Classifiche | Classifiche | Classifiche | Classifiche | Classifiche | Classifiche | Classifiche | Classifiche | Classifiche | Classifiche | Certificazione                                                                                              | Album di provenienza  |
| Anno                                                  | Titolo                                              | FRA         | AUS         | AUT         | BEL Wal     | GER         | NLD         | ITA         | SWI         | UK          | USA         | Certificazione                                                                                              | Album di provenienza  |
| ----------------------------------------------------- | --------------------------------------------------- | ----------- | ----------- | ----------- | ----------- | ----------- | ----------- | ----------- | ----------- | ----------- | ----------- | --- | --------------------- |
| 2010                                                  | Revolver (Madonna vs. David Guetta)                 | 25          | —           | —           | 12          | —           | —           | —           | —           | 130         | —           | | One More Love         |
| 2010                                                  | Commander (Kelly Rowland con David Guetta)          | —           | —           | 23          | 2           | 16          | 33          | —           | 46          | 9           | —           | - UK: Oro                                                                                                   | Here I Am             |
| 2010                                                  | Club Can't Handle Me (Flo Rida con David Guetta)    | 5           | 3           | 3           | 4           | 4           | 2           | 7           | 3           | 1           | 9           | - AUS: Platino (3) - BEL: Oro - CAN: Platino (3) - GER: Oro - ITA: Platino - UK: Platino - USA: Platino (3) | Only One Flo (Part 1) |
| 2012                                                  | LaserLight (Jessie J con David Guetta)              | —           | 48          | —           | —           | —           | —           | —           | —           | 5           | —           | - UK: Argento                                                                                               | Who You Are           |
| 2012                                                  | Rest of My Life (Ludacris con Usher e David Guetta) | —           | 21          | 35          | 88          | 32          | —           | —           | —           | 41          | 72          | | Ludaversal            |
| 2012                                                  | Empty Room (Jan con David Guetta e Taio Cruz)       | —           | —           | —           | —           | —           | —           | —           | —           | —           | —           | | The Empty Room E.P.   |
| "—" indica che il singolo non è entrato in classifica |                                                     |             |             |             |             |             |             |             |             |             |             | |                       |

### Singoli promozionali
| Anno                                                  | Titolo                                     | Classifiche | Classifiche | Classifiche | Classifiche | Classifiche | Classifiche | Classifiche | Classifiche | Classifiche | Classifiche | Album di provenienza |
| Anno                                                  | Titolo                                     | FRA         | AUS         | AUT         | BEL (Vl)    | GER         | NLD         | SWE         | SWI         | UK          | US          | Album di provenienza |
| ----------------------------------------------------- | ------------------------------------------ | ----------- | ----------- | ----------- | ----------- | ----------- | ----------- | ----------- | ----------- | ----------- | ----------- | -------------------- |
| 2009                                                  | Gettin' Over You (feat. Chris Willis)      | —           | —           | —           | —           | —           | —           | —           | —           | 86          | —           | One Love             |
| 2009                                                  | I Wanna Go Crazy (feat. will.i.am)         | —           | —           | —           | —           | —           | —           | —           | —           | 92          | —           | One Love             |
| 2011                                                  | Lunar (con Afrojack)                       | 50          | —           | 58          | —           | 84          | —           | —           | —           | 90          | —           | Nothing But The Beat |
| 2011                                                  | Night of Your Life (feat. Jennifer Hudson) | 27          | 37          | 7           | —           | 12          | —           | 31          | 24          | 35          | 81          | Nothing But The Beat |
| "—" indica che il singolo non è entrato in classifica |                                            |             |             |             |             |             |             |             |             |             |             |                      |

### Altri brani entrati in classifica
| 2009                                                                           | How Soon Is Now (con Sebastian Ingrosso e Dirty South feat. Julie McNight) | —  | —  | — | —  | —  | — | 52 | —   | — | One Love             |
| 2009                                                                           | On the Dancefloor (feat. will.i.am e apl.de.ap)                            | —  | —  | — | 24 | —  | — | —  | —   | — | One Love             |
| 2009                                                                           | Missing You (con Novel)                                                    | 85 | —  | — | —  | —  | — | —  | —   | — | One Love             |
| 2011                                                                           | Crank It Up (con Akon)                                                     | 64 | 49 | — | —  | 43 | — | —  | 96  | — | Nothing but the Beat |
| 2011                                                                           | Sunshine (con Avicii)                                                      | —  | —  | — | —  | —  | — | 59 | —   | — | Nothing but the Beat |
| 2011                                                                           | Repeat (con Jessie J)                                                      | —  | —  | — | —  | —  | — | —  | 108 | — | Nothing but the Beat |
| "—" indica che il singolo non è entrato in classifica o non è stato pubblicato |                                                                            |    |    |   |    |    |   |    |     |   |                      |